# Parafia św. Andrzeja Apostoła w Słopnicach
Parafia pw. Świętego Andrzeja Apostoła w Słopnicach – parafia rzymskokatolicka w miejscowości Słopnice, znajdująca się w diecezji tarnowskiej w dekanacie Limanowa. Erygowana w XVI wieku. Mieści się pod numerem 40. Prowadzą ją księża diecezjalni.
Funkcję kościoła parafialnego przez długi czas pełnił zabytkowy drewniany kościół pw. św. Andrzeja. Obok tej świątyni powstał w 2013 nowy kościół pw. św. Jana Pawła II, według projektu architekta Sebastiana Pitonia. Został poświęcony 16 listopada 2013 przez bp. Andrzeja Jeża.